# 59e bataillon de chasseurs à pied
Le 59e bataillon de chasseurs à pied est une unité de l'infanterie française.

## Création et différentes dénominations

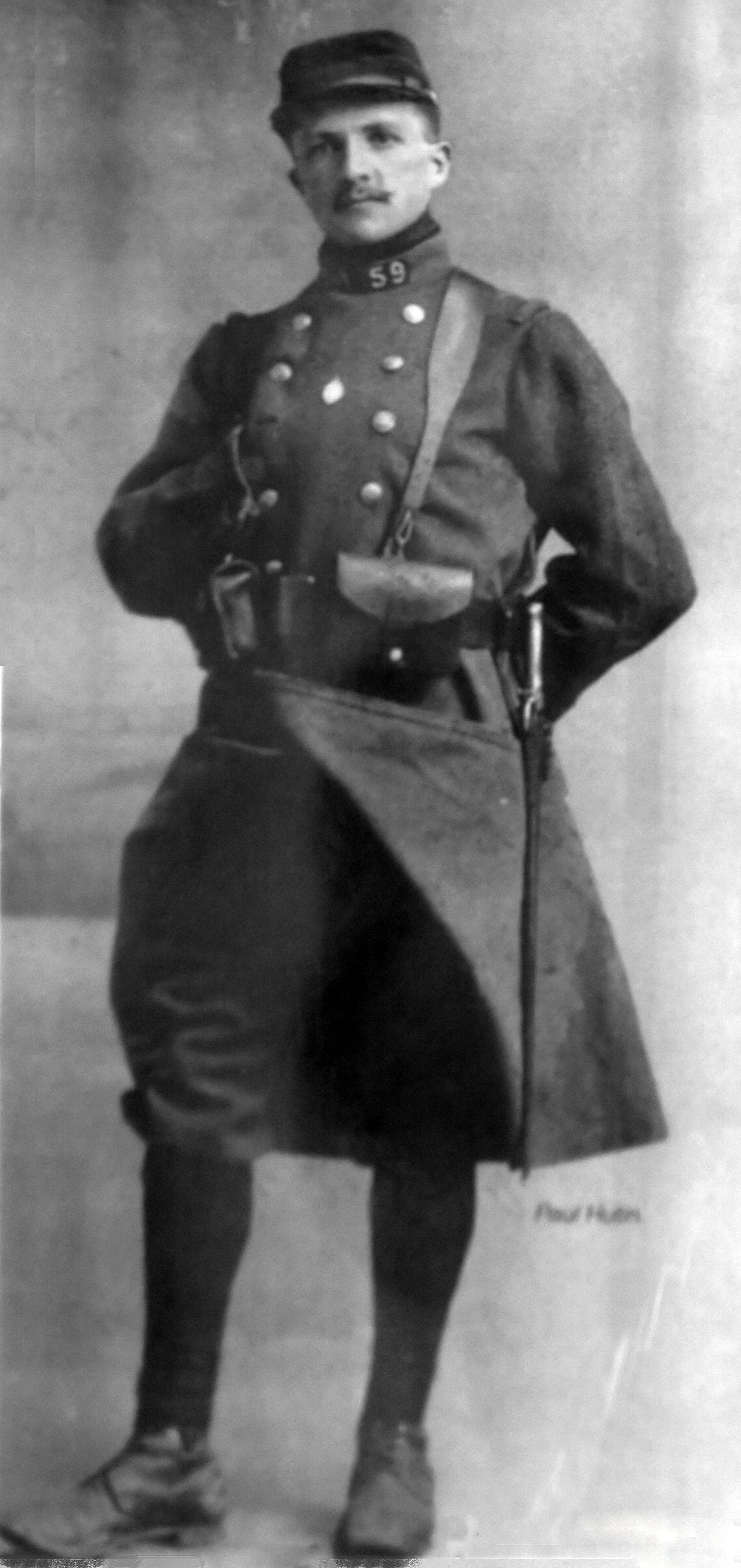
Paul Hutin-Desgrées, un chasseur du 59e.

Le bataillon fut créé entre le 2 et le 5 août 1914 à Épernay. Il fut composé de réserviste issu du Nord et de l'Est de la France.

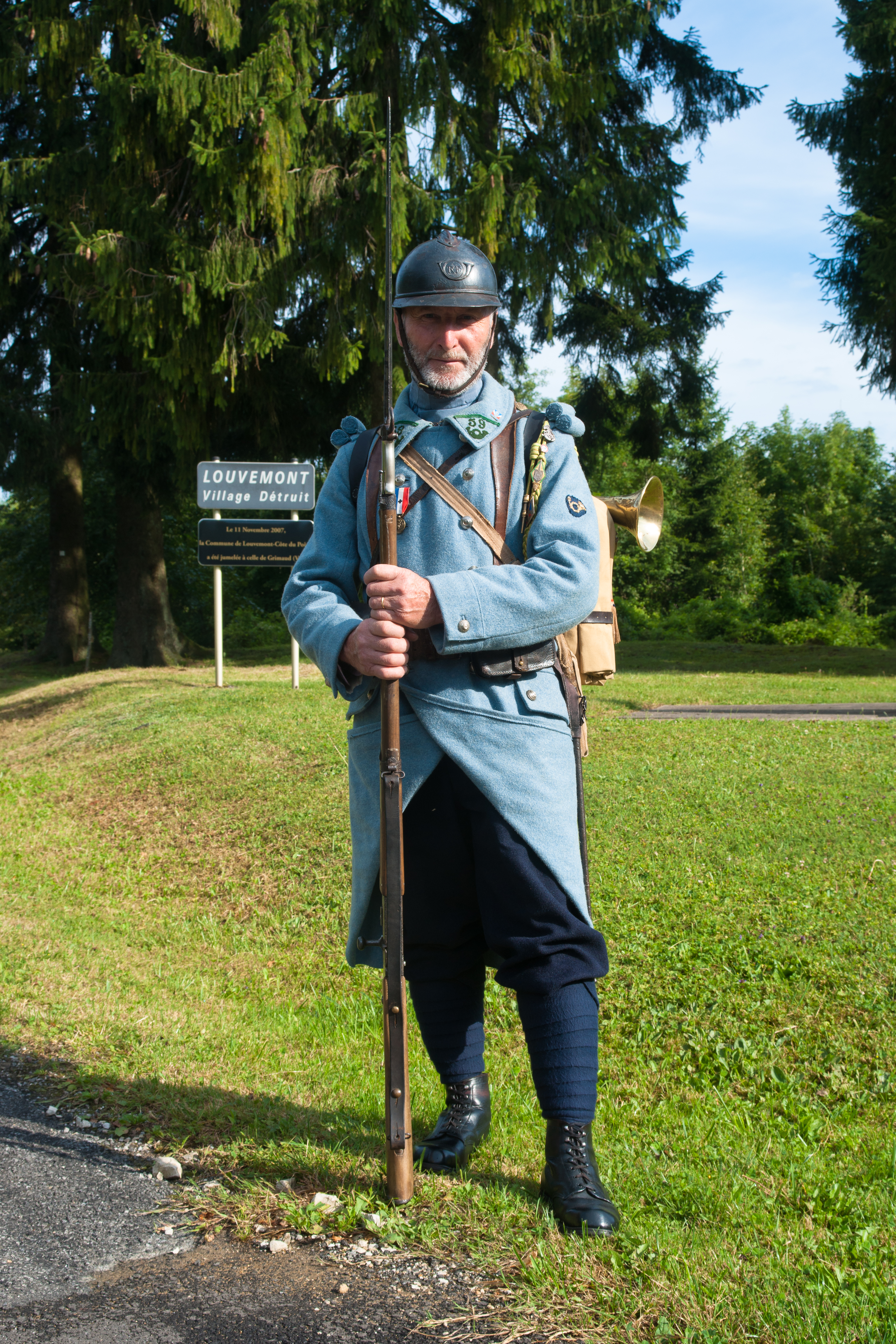
Homme portant l'uniforme et l'équipement d'un poilu du de chasseurs à pied. La photo est prise lors d'une cérémonie le 5 août 2012 à Louvemont-Côte-du-Poivre.

## Chefs de corps
Officiers ayant fait partie du 59e Bataillon de Chasseurs à Pied du 2 août 1914 au 22 février 1919, date de sa dissolution.

### Lieutenant- Colonel
LCol DRIANT Émile ( 56e et 59e B. C. P.) du 5 août 1914 au 22 février 1916 (mort pour la France)
LCol DUSSAUGE ( 41e , 43e et 59e B. C. P.)

### Chef de bataillon
CBA GROSJEAN Stanislas  
CBA DE GUEHENEUC DE BOISHUE Charles (MPF)
CBA LE BOULANGER Jean-Auguste 
CBA RENOUARD Étienne (MPF)
CBA LEMPERIT Emmanuel (MPF)

### Capitaine
Cpt BROCARD Albert  

Cpt BRUNIE Léonard  

Cpt CARPENTIER 

Cpt CARDOU Pierre 

Cpt CONNAULT Lucien 

Cpt DEBEUGNY Maurice-François 

Cpt GRIDEL Joseph-Henri 

Cpt HOUILLIER DE VILLEDIEU Hilaire (MPF) 

Cpt HEMET Henri-Camille (MPF) 

Cpt LEDAIN Hippolyte (MPF) 

Cpt OLIVIER Maurice 

Cpt PASTEUR Marie 

Cpt PIEL Armand 

Cpt SEGUIN Maurice 

Cpt SIMON Paul 

Cpt VAUKAIRE Maurice-Charles 

Cpt VALET Ludovic 

Cpt VIGNERON Charles 

Cpt VINCENT Edoua 

### Lieutenant
Ltd BATTARD Louis-François 

Ltd BERTHELON Benoît 

Ltd BRUNI Léon-Charles

Ltd CREN André

Ltd DELORME Henri-Jules

Ltd ETIENNE Jules-Marcel

Ltd FRELET André

Ltd GUERIN Eugène

Ltd HANIPAUX Charles

Ltd JENNESSEAUX Louis

Ltd LAGRANGE André

Ltd LEBOIME Marcel (MPF)

Ltd LESTRADE Jean (MPF)

Ltd LE PELLEY

Ltd LEROY Charles

Ltd LERICHE Edmond

Ltd MASSON Paul

Ltd MOINET

Ltd NOURRY Jean-Baptiste

Ltd OUZELET Emile

Ltd PERROT Norbert

Ltd ROBERT Léon

Ltd ROBIN André

Ltd ROUSSELLE Vital

Ltd VERITE Constant

### Sous-lieutenant
S-Lt BAREUX Jean-Louis

S-Lt BERGER Emile-Louis

S-Lt BERTRAND Henri

S-Lt BOURGEOIS Charles

S-Lt BORIS Adrien

S-Lt BROCHAND D’AUFERVILLE Edme (MPF)

S-Lt CHAPLAIS

S-Lt DEBEUGNY François (MPF)

S-Lt DIETRICH Eugène

S-Lt DUBOIS Georges (MPF)

S-Lt DUROSOY Denis-Charles

S-Lt FRESSE Jules

S-Lt FROMENT Charles

S-Lt GAUTHIER Joseph

S-Lt GOSSE André (MPF)

S-Lt GUNTHER André (MPF)

S-Lt JACQUET Henri

S-Lt JARDIN Marcel

S-Lt JOLIVET Gaston

S-Lt LACOMBE Georges

S-Lt LAFOSSE René-Abel (Disp)

S-Lt LANCEREAU Louis

S-Lt LARCHER Octave

S-Lt LIONNET Marcel

S-Lt LOTA Jean-Baptiste (MPF)

S-Lt MADROLLE Albert (MPF)

S-Lt MACQUET Philippe

S-Lt MALAVAULT André

S-Lt MAINSARD Joseph

S-Lt MANGIN Marceau

S-Lt MAUCOLLOT Maurice (MPF)

S-Lt MAZET Martial

S-Lt MEAU Rémy

S-Lt MOUCHOT Joseph (MPF)

S-Lt MURIEL Victor

S-Lt MUZY Emile (Disp)

S-Lt PAGNON Marcel (MPF)

S-Lt PAULINTER Camille

S-Lt PETIT Pierre (MPF)

S-Lt PETIT Arthur

S-Lt PISON Célestin

S-Lt PROUST Oviste

S-Lt RAMSPACHER Emile-Georges

S-Lt REHHEISER Ernest

S-Lt ROBIN Auguste

S-Lt SANTERRE Albert

S-Lt SAVARD Paul-Léon

S-Lt SEZILLE Jean

S-Lt SOURBE Martin

S-Lt SPITZ Edmond

S-Lt SUZOR Pierre-Louis

## Historique des garnisons, campagnes et batailles

### Première Guerre mondiale
En 1914, le bataillon a pour casernement Épernay, il fait partie de la 143e brigade de la 72e division d'infanterie du 4e groupe de réserve. Il est incorporé à la 72e DI d'août 1914 à mars 1917, et à la 97e DI de mai à octobre 1917 puis à 164e DI jusqu'en novembre 1918.

#### 1914
En août 1914, ils sont affectés à la défense mobile de Verdun pour une durée de 3 ans. 
Ils prirent part à des combats près de Ornel en octobre 1914, puis reçurent ordre de se replier vers le village de Dieppe. Le lendemain, ils revient à la charge et repousse l'ennemie jusqu'à Rouvres.
Dans la soirée qui suit, l'état major apprend que l'armée du général Von Kluck à fait une avance inquiétante vers Paris depuis le Nord. La division se retrouve alors transféré sur la rive Ouest de la Meuse entre Septsarges et le Bois des Forges. 
Le 1er septembre, le bataillon reçu l'ordre de reprendre le village de Gercourt au 5e corps allemand. Dénué de pièce d'artillerie et sous le feu de celle allemande, le bataillon essuya de lourdes pertes.
Ils furent ensuite transférés en mission de défense sur le secteur de Louvemont au Nord du fort de Douaumont.
Vers le 20 décembre 1914, le bataillon investit la corne Sud-Est du Bois de Consenvoye (Consenvoye) depuis le Bois d'Haumont (Samogneux),.

#### 1915
À l'été 1915, le bataillon quitte le secteur du Bois de Consenvoye.
À l'automne 1915, ils furent transférés sur le Bois de Caures.

#### 1916
Le 21 février 1916, c'est le début de la Bataille de Verdun. Le bataillon subit de lourdes pertes le 22 février dont le lieutenant-colonel Émile Driant et le commandant Renouard. Il fut décider de battre en retraite vers le village de Beaumont, qu'ils atteignirent non sans mal. 
Après une période de repos jusqu'à fin 1916, le bataillon quittent la région de Verdun pour entamer des opérations dans la Somme. Ils prendront place dans des affrontements aux combats de Biaches, et de la Maisonette sous le commandement du commandant Grosjean.

#### 1917
Le bataillon revient en janvier 1916 dans la région de Verdun où il prend part entre juillet et août aux affaires d'Avocourt, et en octobre à Vaux et Bezonvaux.

#### 1918
Au début de l'année 1918, le bataillon est déployer dans un secteur de la Lorraine vers la forêt de Parroy. 
Le 27 mai une attaque allemande est signalé dans l'Aisne. Ceci contraint les troupes à être rapatriés en urgence dans la région de Château Thierry au Bois du Châtelet. 
Du 28 mai au 5 juin, de nombreux affrontement éclate entre le bataillon et les forces allemandes. Le commandement lors de cette période est tenu par le chef de bataillon Charles Marie Antoine De Boishue.
Le bataillon pris part le 5 juin à la contre offensive alliés dans la région de Dammard. Les troupes font une avancée de 4 km et prennent le village de Chevillon. Sur place, ils capture 100 prisonniers, et récupère 2 canons d'artillerie ainsi qu'un grand nombre de mitrailleuse. Une nouvelle avancés de 3 km est entreprise, ce qui chasse définitivement les ennemis des places stratégique du secteur au bout de 3 jours. Pour récompensé leur dévouement lors de cette bataille, le bataillon fut récompensé d'une fourragère au couleur de la Croix de guerre.

Après avoir pris part à la chasse des forces allemandes jusqu'à l'Aisne en septembre, le bataillon est transporté en Belgique pour prendre part l'attaque des Flandres. Ils sont alors sous le commandement du chef de bataillon Emmanuel Lempfrit avec qui ils avancent jusqu'à Roulers jusqu'à sont décès le 4 octobre. Sous le commandement du chef de bataillon Jean-Auguste Le Boulanger, il franchissent la Lys le 22 octobre, et creusent le front d'une avancé de 5 km, ainsi que la libération de 2 villages. Le 25 octobre, ils s'emparent de la ferme de Blawfoort et des positions au sud de Woereghem faisant une trentaine de prisonniers. Il franchissent l'Escaut, et avance sans difficulté jusqu'à la proclamation de l'armistice.

## Traditions

### Devise

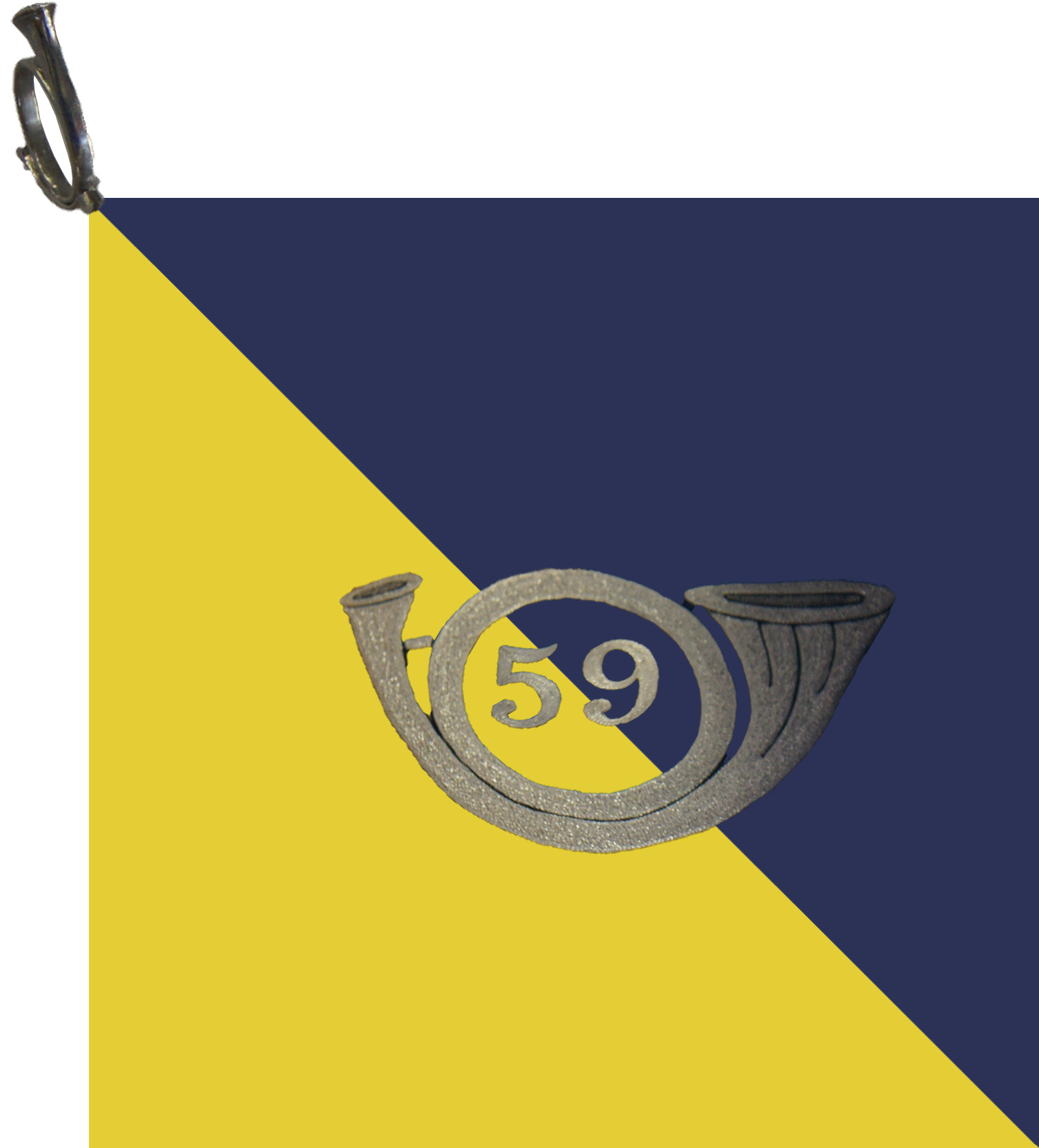
fanion du 59e.

« Chasseur de Driant »

### Drapeau
Comme tous les autres bataillons et groupes de chasseurs, le 59e BCA ne dispose pas d'un drapeau propre. (Voir le Drapeau des chasseurs).